# Mòdul de compressibilitat

Il·lustració de compressió uniforme.

El mòdul de compressibilitat ({\displaystyle K\,}) d'un material mesura la seva resistència a la compressió uniforme i, per tant, indica l'augment de la pressió requerit per causar una disminució unitària de volum donada.
El mòdul de compressibilitat {\displaystyle K\,} es defineix segons l'equació:

{\displaystyle K=-{\frac {\Delta p}{\Delta V/V}}=-V{\frac {\Delta p}{\Delta V}}}

on {\displaystyle p\,} és la pressió, {\displaystyle V\,} és el volum, {\displaystyle \Delta p\,} i {\displaystyle \Delta V\,} denoten els canvis de la pressió i de volum, respectivament. El mòdul de compressibilitat té dimensions de pressió, per la qual cosa s'expressa en unitats de pascals (Pa) en el Sistema Internacional.
L'invers del mòdul de compressibilitat indica la compressibilitat d'un material i s'anomena coeficient de compressibilitat.

## Exemple
Per a una bola de ferro, amb un mòdul de compressibilitat de 160 GPa (gigapascals) en un 0,5%, cal un augment de la pressió de 0.005×160 GPa = 0.8 GPa. Alternativament, si la bola és comprimida amb una pressió uniforme de 100 MPa, el seu volum disminuirà per un factor de 100 MPa/160 GPa = 0.000625 o 0.0625%.

## Usos
Encara que en el tractament de sòlids l'efecte del mòdul de compressibilitat moltes vegades no es té en compte i es fan servir altres mòduls, com per exemple el mòdul de Young, per al tractament de fluids, només el mòdul de compressibilitat és representatiu.
Estrictamente parlant el mòdul de compressibilitat és un paràmetre termodinàmic, i cal especificar les condicions particulars en les que es produeix elprocés de compressió, cosa que dona lloc a la definició de diferents mòduls compressibilitat. Entre els quals hi ha:
- Coeficient de compressibilitat isotèrmic, ({\displaystyle K_{T}}).

{\displaystyle K_{T}=-V\left({\frac {\partial p}{\partial V}}\right)_{T}}

- coeficient de compressibilitat adiabàtic, ({\displaystyle K_{S}}).

{\displaystyle K_{S}=-V\left({\frac {\partial p}{\partial V}}\right)_{S}}

En la pràctica aquestes distincions només són rellevants per a gasos.
| Mòdul de compressibilitat per a diverses substàncies | Mòdul de compressibilitat per a diverses substàncies     |
| ---------------------------------------------------- | -------------------------------------------------------- |
| Aigua                                                | 2.2×10⁹ Pa (aquest valor augmenta a pressions més grans) |
| Aire                                                 | 1.42×10⁵ Pa (mòdul de compressibilitat adiabàtic)        |
| Aire                                                 | 1.01×10⁵ Pa (mòdul de compressibilitat isotèrmic)        |
| Acer                                                 | 1.6×1011 Pa                                              |
| Cristall                                             | 3.5×10¹⁰ a 5.5×10¹⁰ Pa                                   |
| Diamant                                              | 4.42×1011 Pa                                             |
| Heli sòlid                                           | 5×107 Pa (aproximat)                                     |